# Солуэй (город, Миннесота)
Солуэй (англ. Solway) — город в округе Белтрами, штат Миннесота, США. На площади 2,7 км² (2,7 км² — суша, водоёмов нет), согласно переписи 2002 года, проживают 69 человек. Плотность населения составляет 25,9 чел./км².
- FIPS-код города — 27-61114[1]
- GNIS-идентификатор — 0652248[2]